# Fonsecaiulus
Fonsecaiulus är ett släkte av insekter. Fonsecaiulus ingår i familjen dvärgstritar.
Kladogram enligt Catalogue of Life: